# Proterogyrinidae
Proterogyrinidae — вимерла родина чотириногих в групі Embolomeri, яка жила в кам'яновугільному періоді. Найвідоміший рід Proterogyrinus.